# Devin Way
Devin Way (Lufkin, 31 de maio de 1992) é um ator e modelo americano. Ele estrelou a série dramática da Peacock Queer as Folk e em 2024 se juntou ao elenco da série de comédia dramática da BET, Sistas.

## Vida e carreira
Way nasceu em Lufkin, Texas, e se formou na Central High School em 2010. Mais tarde, ele começou a modelar e em 2012 ganhou a busca por modelos da Kim Dawson Agency. Em 2019, ele foi escalado para um papel recorrente como Dr. Blake Simms na série de drama médico da ABC, Grey's Anatomy. Ele também apareceu em um episódio de Station 19 em 2020. Em 2021, Way foi escalado como um dos protagonistas da série dramática da Peacock Queer as Folk, uma releitura da série de TV britânica Queer as Folk do Channel 4 de 1999. A série recebeu críticas positivas dos críticos, mas foi cancelada após uma única temporada. Em janeiro de 2024, Way foi escalado para um papel regular na série como Jordan Williams na série de comédia dramática da BET, Sistas, substituindo Sean Sagar, que originalmente desempenhou o papel durante a 6ª temporada.

## Vida pessoal
Way é abertamente gay.

## Filmografia
| Ano           | Título         | Personagem                 | Notas                       |
| ------------- | -------------- | -------------------------- | --------------------------- |
| 2008          | David & Fatima | Cliente da Boate Jerusalém |                             |
| 2019–2020     | Grey's Anatomy | Dr. Blake Simms            | 8 episódios                 |
| 2020          | Station 19     | Dr. Blake Simms            | Episódio: "I Know This Bar" |
| 2020          | Almost True    | Namorado                   | Curta-metragem              |
| 2021          | The Match      | Jayden                     | Curta-metragem              |
| 2022          | Queer as Folk  | Brodie Beaumont            | Série regular, 8 episódios  |
| 2024–presente | Sistas         | Jordan Williams            | Série regular               |